# 克萊頓鎮區 (密歇根州阿勒納克縣)
克萊頓鎮區（英語：Clayton Township）是位於美國密歇根州阿勒納克縣的一個行政鎮區。

## 地方資料
克萊頓鎮區的面積為83.30平方千米，當中陸地面積為81.20平方千米，而水域面積為0.20平方千米。根據2020年美國人口普查的數據，當地共有人口1001人，而人口密度為每平方千米12.02人。